# Arthur C. Cope
Arthur C. Cope (1909-1966) va ser un químic influent en la química orgànica i un membre de la United States National Academy of Sciences. Hi ha importants reaccions químiques que porten el seu nom, incloent l'eliminació de Cope i el Rearranjament de Cope.
Cope nasqué el 27 de juny de 1909 a Dunreith (Indiana). Es va doctorar el 1932 a la Universitat de Wisconsin–Madison. Continuà la seva recerca a la Harvard University el 1933. El 1934, entrà a la facultat del Bryn Mawr College. Entre la seva recerca hi ha la síntesi de molts barbitúrics. A Bryn Mawr, Cope també desenvolupà una reacció pel rearranjament tèrmic d'un grup al·lil que ha esdevingut la reacció coneguda com a rearranjament de Cope.
El 1941, Cope es traslladà a la Columbia University on treballà en projectes associats als efectes de la Segona Guerra Mundial, amb drogues antimalària i tractment contra l'enverinament per gas mostassa. El 1945, es traslladà al Massachusetts Institute of Technology on va ser el cap del Departament de Química. El 1947, va ser elegit membre de la United States National Academy of Sciences.
Actualment en honor de la seva memòria es concedeix anualment el Premi Arthur C. Cope (Arthur C. Cope Award), per part de la Societat Química Americana en el camp de la química orgànica.